# Droga krajowa B113 (Niemcy)
Droga federalna nr 113 (niem. Bundesstraße 113, B 113) – niemiecka droga federalna przebiegająca wzdłuż granicy z Polską, z północy na południe od skrzyżowania z drogą B104 w Linken (gmina Ramin) koło granicy i przejścia granicznego Lubieszyn-Linken z Polską w Meklemburgii-Pomorzu Przednim.
Od węzła autostradowego z autostradą federalną A11 (trasą europejską E28) zakręca w kierunku wschodnim do granicy z Polską koło Mescherin w Brandenburgii, gdzie na moście granicznym przechodzi w polską drogę wojewódzką nr 120.